# 里瑟夫 (蒙大拿州)
里瑟夫（英語：Reserve）是位於美國蒙大拿州謝里敦縣的普查規定居民點。

## 歷史
里瑟夫的郵局自1912年營運至今。

## 人口
根據2020年美國人口普查的數據，里瑟夫的面積為3.49平方千米，皆為陸地。當地共有人口33人，而人口密度為每平方千米9.46人。